# Jean Rossius
Jean Rossius (Cerexhe-Heuseux, 27 de dezembro de 1890 - Liège, 2 de maio de 1966) foi um ciclista profissional da Bélgica.

## Participações no Tour de France
- 1914 : 4º colocado na classificação geral, vencedor de duas etapas
- 1919 : bandonou na 3ª etapa, vencedor de uma etapa
- 1920 : 7º colocado na classificação geral, vencedor de duas etapas
- 1922 : 9º colocado na classificação geral